# 2024年欧州議会議員選挙 (ドイツ)
2024年欧州議会議員選挙（2024ねん おうしゅうぎかいぎいんせんきょ）は、欧州連合の議会である欧州議会を構成する欧州議会議員を決める選挙である。本項では、そのうち2024年6月9日にドイツで行われた欧州議会議員選挙について取り上げる。

## 阻止条項について
ドイツの連邦議会選挙では、比例代表での得票が5％を超えなければ、議席獲得ができないというルールがある。しかし、欧州議会議員選挙においては、0.5％獲得するだけでよいため、小政党でも議席の獲得が容易となっている。

## 選挙結果

### 党派別獲得議席
|                        | 欧州人民党グループ |                          | キリスト教民主・社会同盟 | キリスト教民主・社会同盟 | CDU/CSU  | 29        | 増減なし | 11,949,117 | 30.0% | 29 |
|                        | 欧州人民党グループ | ドイツキリスト教民主同盟 | CDU                      | 23                       | 増減なし | 9,435,636 | 23.7%    | 23         |       |    |
|                        | 欧州人民党グループ | キリスト教社会同盟       | CSU                      | 6                        | 増減なし | 2,513,481 | 6.3%     | 6          |       |    |
|                        | 無所属             |                          | ドイツのための選択肢     | ドイツのための選択肢     | AfD      | 15        | 6        | 6,325,890  | 15.9% | 9  |
|                        | 社会民主進歩同盟   |                          | ドイツ社会民主党         | ドイツ社会民主党         | SPD      | 14        | 2        | 5,551,545  | 13.9% | 16 |
| 出典: Bundeswahlleiter |                    |                          |                          |                          |          |           |          |            |       |    |